# Geyssans
Geyssans est une commune française située dans le département de la Drôme, en région Auvergne-Rhône-Alpes.
Ses habitants sont dénommés les Geyssanais et Geyssanaises.

## Géographie

### Localisation
Geyssans est située à 114 km de Lyon, à 79 km de Grenoble et à 32 km de Valence.

### Géologie et relief
Geyssans est située au cœur de la Drôme des Collines. Le village se trouve sur le flanc d'une colline qui culmine à 440 mètres d'altitude. Il domine la vallée de l'Isère et la ville de Romans-sur-Isère.

### Climat
Pour des articles plus généraux, voir Climat d'Auvergne-Rhône-Alpes et Climat de la Drôme.
En 2010, le climat de la commune est de type climat méditerranéen altéré, selon une étude du CNRS s'appuyant sur une série de données couvrant la période 1971-2000. En 2020, Météo-France publie une typologie des climats de la France métropolitaine dans laquelle la commune est exposée à un climat de montagne ou de marges de montagne et est dans la région climatique  Moyenne vallée du Rhône, caractérisée par un bon ensoleillement en été (fraction d’insolation > 60 %), une forte amplitude thermique annuelle (4 à 20 °C), un air sec en toutes saisons, orageux en été, des vents forts (mistral), une pluviométrie élevée en automne (250 à 300 mm). 
Pour la période 1971-2000, la température annuelle moyenne est de 11,6 °C, avec une amplitude thermique annuelle de 17,6 °C. Le cumul annuel moyen de précipitations est de 991 mm, avec 8,7 jours de précipitations en janvier et 5,9 jours en juillet. Pour la période 1991-2020, la température moyenne annuelle observée sur la station météorologique de Météo-France la plus proche, « Romans_sapc »sur la commune de Romans-sur-Isère à 9 km à vol d'oiseau, est de 13,1 °C et le cumul annuel moyen de précipitations est de 876,7 mm,. Pour l'avenir, les paramètres climatiques de la commune estimés pour 2050 selon différents scénarios d'émission de gaz à effet de serre sont consultables sur un site dédié publié par Météo-France en novembre 2022.

### Voies de communication et transports
La commune est accessible par la N532.

## Urbanisme

### Typologie
Au 1er janvier 2024, Geyssans est catégorisée commune rurale à habitat dispersé, selon la nouvelle grille communale de densité à 7 niveaux définie par l'Insee en 2022.
Elle est située hors unité urbaine. Par ailleurs la commune fait partie de l'aire d'attraction de Romans-sur-Isère, dont elle est une commune de la couronne,. Cette aire, qui regroupe 30 communes, est catégorisée dans les aires de 50 000 à moins de 200 000 habitants,.

### Occupation des sols
L'occupation des sols de la commune, telle qu'elle ressort de la base de données européenne d’occupation biophysique des sols Corine Land Cover (CLC), est marquée par l'importance des territoires agricoles (66,2 % en 2018), en diminution par rapport à 1990 (69,8 %). La répartition détaillée en 2018 est la suivante : 
forêts (30,2 %), zones agricoles hétérogènes (27,6 %), prairies (23,4 %), terres arables (15,3 %), zones urbanisées (3,5 %). L'évolution de l’occupation des sols de la commune et de ses infrastructures peut être observée sur les différentes représentations cartographiques du territoire : la carte de Cassini (XVIIIe siècle), la carte d'état-major (1820-1866) et les cartes ou photos aériennes de l'IGN pour la période actuelle (1950 à aujourd'hui).

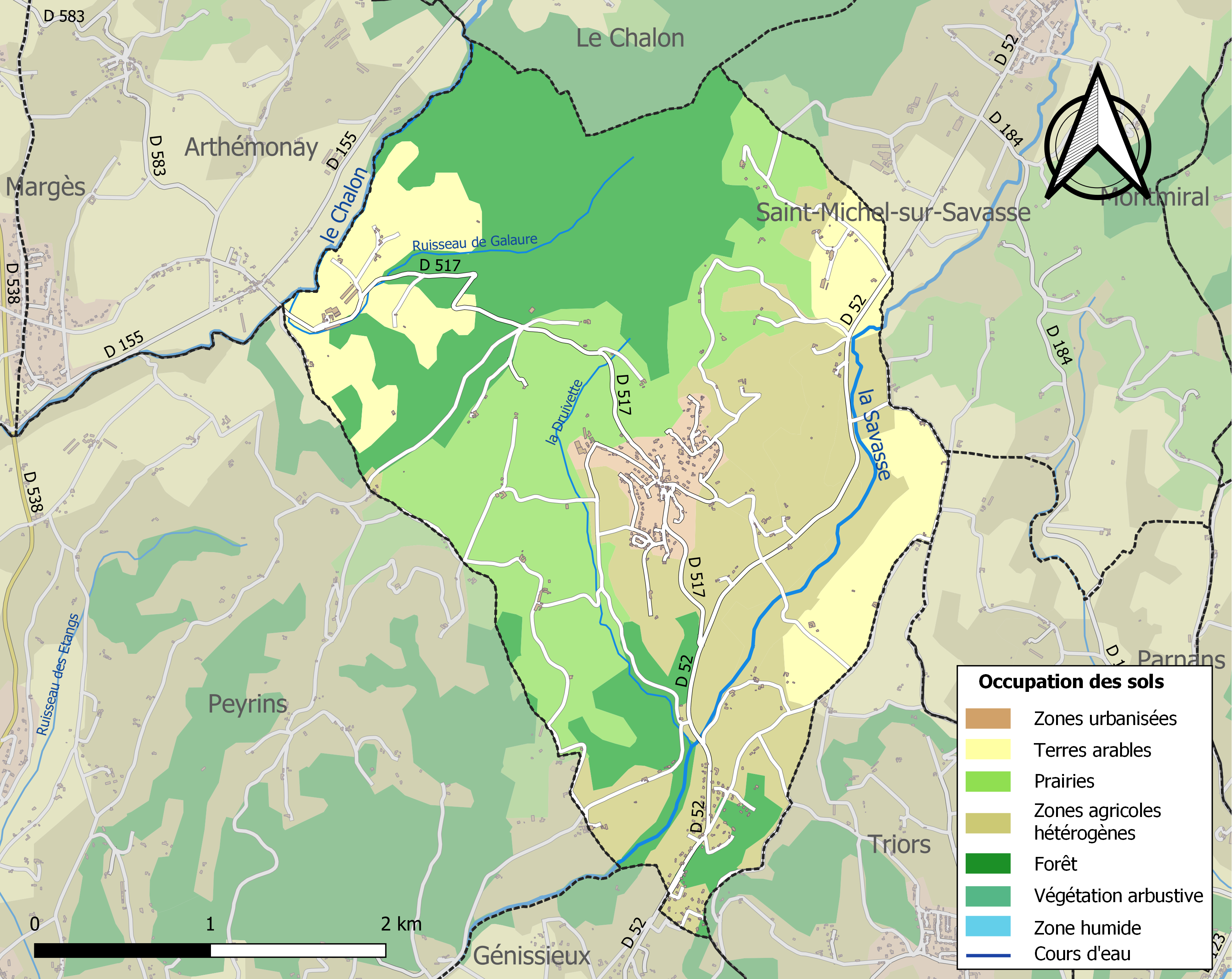
Carte des infrastructures et de l'occupation des sols de la commune en 2018 (CLC).

### Morphologie urbaine
Le village est étagé sur une colline.

## Toponymie

### Attestations
Dictionnaire topographique du département de la Drôme :
- 950 : Villa Gissianum (cartulaire de Romans, 99).
- 952 : Villa Gessianum (cartulaire de Romans, 132).
- 952 : mention de la paroisse : Ecclesia de Gissiaco (cartulaire de Romans, 132).
- Xe siècle : mention de l'ager : Ager Gissanense (cartulaire de Romans, 89).
- 1000 : Villa que nominant Gisiano (cartulaire de Romans, 89).
- 1070 : mention de la paroisse Saint-Martin : Parrochia Sancti Martini in territorio Gissiano (cartulaire de Romans, 51).
- XIe siècle : Gissanum (cartulaire de Romans, 203).
- 1200 : Geisans (cartulaire des hospitaliers, 22).
- 1221 : Jaisas (cartulaire des hospitaliers, 22).
- 1225 : Geisas (cartulaire de Romans, 363).
- 1360 : Dominus Geyssani (choix de docum., 197).
- 1377 : Geyssanum (archives de la Drôme, E 913).
- XIVe siècle : mention de la paroisse : Capella de Jeyssano (pouillé de Vienne).
- 1521 : mention de la paroisse : Ecclesia Jayssani (pouillé de Vienne).
- XVIIIe siècle : Gessans (Anselme, VIII, 936).
- 1775 : Geissans (Aff. du Dauphiné).
- 1891 : Geyssans, commune du canton de Romans.

## Histoire

### Du Moyen Âge à la Révolution
IXe siècle : don de l'empereur Lothaire au comte de Vienne, puis aux religieux de Vienne.
Xe siècle : il est question d'un ager de Geyssans dont l'étendue était la même que celle de la paroisse de ce nom. Cependant, à la même époque, cette paroisse est donnée comme faisant partie, tantôt de l'ager de Génissieux, et tantôt d'un ager Leviacensis ou ager Levensis (cartulaire de Romans, 13 bis, 47, 72, 76, 81, 100, 208 et 255) dont le chef-lieu est inconnu.
La seigneurie :
- XIe siècle : possession des Lambert-François.
- Possession des dauphins.
- 1334 : les dauphins la donnent aux Beaumont qui ne la gardent pas longtemps.
- Peu de temps après : les dauphins la donnent aux Beauvoir.
- 1357 : passe (par mariage) aux Clermont-Chatte. Ils la garderont jusqu'au début du XVIIIe siècle.
- 1768 : acquise par les Bally de Bourchenu, derniers seigneurs.

Avant 1790, Geyssans était une communauté de l'élection et subdélégation de Romans et du bailliage de Saint-Marcellin, formant une paroisse du diocèse de Vienne, dont l'église, dédiée à saint Martin, dépendait du chapitre de Romans, qui y prenait la dîme et présentait à la cure.

### De la Révolution à nos jours
Eu 1790, Geyssans fut compris dans le canton de Peyrins, mais la réorganisation de l'an VIII l'a fait entrer dans celui de Romans.

## Politique et administration

### Administration municipale
Le nombre d'habitants au dernier recensement étant compris entre 500 et 1 499, le nombre de membres du conseil municipal est de quinze.
À la suite de l'élection municipale de 2014, le conseil municipal est composé de trois adjoints et de onze conseillers municipaux.

### Liste des maires
| Période                                  | Période  | Identité         | Étiquette      | Qualité  |
| ---------------------------------------- | -------- | ---------------- | -------------- | -------- |
| Les données manquantes sont à compléter. |          |                  |                |          |
| mars 2001                                | 2013     | Maurice Detriors |                |          |
| 2013                                     | En cours | Claude Bourne    | Sans étiquette | Retraité |

## Population et société

### Démographie
L'évolution du nombre d'habitants est connue à travers les recensements de la population effectués dans la commune depuis 1793. Pour les communes de moins de 10 000 habitants, une enquête de recensement portant sur toute la population est réalisée tous les cinq ans, les populations de référence des années intermédiaires étant quant à elles estimées par interpolation ou extrapolation. Pour la commune, le premier recensement exhaustif entrant dans le cadre du nouveau dispositif a été réalisé en 2007.

En 2022, la commune comptait 739 habitants, en évolution de +2,5 % par rapport à 2016 (Drôme : +2,64 %, France hors Mayotte : +2,11 %).
| 1793 | 1800 | 1806 | 1821 | 1831 | 1836 | 1841 | 1846 | 1851 |
| ---- | ---- | ---- | ---- | ---- | ---- | ---- | ---- | ---- |
| 379  | 315  | 349  | 443  | 482  | 478  | 509  | 524  | 506  |

| 1856 | 1861 | 1866 | 1872 | 1876 | 1881 | 1886 | 1891 | 1896 |
| ---- | ---- | ---- | ---- | ---- | ---- | ---- | ---- | ---- |
| 538  | 513  | 498  | 524  | 523  | 461  | 455  | 486  | 454  |

| 1901 | 1906 | 1911 | 1921 | 1926 | 1931 | 1936 | 1946 | 1954 |
| ---- | ---- | ---- | ---- | ---- | ---- | ---- | ---- | ---- |
| 445  | 415  | 409  | 362  | 336  | 326  | 306  | 323  | 352  |

| 1962 | 1968 | 1975 | 1982 | 1990 | 1999 | 2006 | 2007 | 2012 |
| ---- | ---- | ---- | ---- | ---- | ---- | ---- | ---- | ---- |
| 274  | 261  | 263  | 308  | 408  | 468  | 539  | 549  | 675  |

| 2017 | 2022 | - | - | - | - | - | - | - |
| ---- | ---- | - | - | - | - | - | - | - |
| 717  | 739  | - | - | - | - | - | - | - |

### Enseignement
La commune possède une école primaire comportant trois classes : une de grande section, une de CP-CE1, une de CE2-CM1-CM2 .
Les petite et moyenne sections de maternelle ont été transférées dans l'école de la commune de Peyrins[réf. nécessaire].

### Manifestations culturelles et festivités
- Fête : dimanche suivant le 14 juillet[12].

### Médias
La population de la commune se situe dans l'aire de diffusion de plusieurs médias :
- Presse écrite
  - Le Dauphiné libéré, quotidien régional
  - L'Agriculture Drômoise, journal d'informations agricoles et rurales, couvre l'ensemble du département de la Drôme.
  - Drôme Hebdo (ancien Peuple Libre), hebdomadaire chrétien d'informations.
- Presse audio-visuelle
  - Ici Drôme Ardèche est une radio publique diffusée sur son territoire.

### Cultes
La commune possède une église où la messe est célébrée tous les mois. Les autres messes du dimanche sont célébrées dans les communes avoisinantes)[réf. nécessaire].

## Économie
En 1992 : bois, céréales, porcins, caprins, élevage de gibier.

## Culture locale et patrimoine

### Lieux et monuments
- Église Saint-Ange de Geyssans de style roman (XIXe siècle)[12]. L'édifice a été inscrit au titre des monuments historiques en 1984[19].

### Patrimoine naturel
- Vaste panorama de la route de Saint-Ange. Paysage vallonné[12].

### Héraldique
| Blason de Geyssans | Blason  | D'azur à la clé d'or posée en bande.             |
| Blason de Geyssans | Détails | Le statut officiel du blason reste à déterminer. |